# 554
Раннє Середньовіччя. Триває чума Юстиніана. У Східній Римській імперії править Юстиніан I. Візантія припинила існування Остготського королівства. Франкське королівство розділене на частини між синами Хлодвіга. Іберію займає Вестготське королівство, у Тисо-Дунайській низовині лежить Королівство гепідів. В Англії розпочався період гептархії.
У Китаї період Північних та Південних династій. На півдні править династія Лян, на півночі — Західна Вей та Північна Ці. Індія роздроблена. В Японії триває період Ямато. У Персії править династія Сассанідів.
На території лісостепової України в VI столітті виділяють пеньківську й празьку археологічні культури. VI століття стало початком швидкого розселення слов'ян. У Північному Причорномор'ї співіснують різні кочові племена, зокрема гуни, сармати, булгари, алани, авари.

## Події
- Візантійський полководець Нарсес розбив змучені епідемією сили франків, алеманів та остготів в Італії. Війна між Візантією і Остготським королівством завершилася повною перемогою візантійців.
- Візантійські війська на чолі з полководцем Ліберієм захопили Бетіку та Андалузію. Імператор Юстиніан I знову призвав Велізарія й дав йому завдання консолідувати завоювання на півдні Іспанії.
- Король вестготів Атанагільд визнав сюзеренітет Візантійської імперії.
- Скінчилась Готська війна.